# شكر (فنون ابداعية وعلوم)
اعتراف في الفنون الابداعية والأدب العلمي، هو تعبير عن الامتنان للمساعدة في إنتاج عمل اصلي.
يشير تلقي الائتمان عن طريق الاعتراف بدلاً من التأليف إلى أن الشخص أوالمنظمة لم يكن لها يد مباشرة في إنتاج العمل المعني، بل ربما تكون قد ساهمت في تمويل المؤلف (المؤلفين) أوانتقاده أوتشجيعه. وتوجد طرق مختلفة لتصنيف الامتنان. الفئات الست التالية تعد امثلة عليها:
1- الدعم المعنوي.
2- الدعم المالي.
3- دعم التحرير.
4- دعم العرض التقديمي.
5- الدعم الألي.
6- الدعم المفاهيمي اوالإتصال التفاعلي بين الأقران (pic).
وبغض النظر عن الاقتباس، الذي لا يعتبر عادة اعترافا. يعتبر الاعتراف بالدعم المفاهيمي على نطاق واسع أهم ما يكون لتحديد الدَيْنِ الفكري. ومن ناحية أخرى، فإن بعض الإقرارات بالدعم المالي قد تكون مجرد إجراءات قانونية تفرضها المؤسسة المانحة. وفي بعض الأحيان، يمكن أيضًا العثور على أجزاء من فكاهة العلوم في الاعترافات.
كانت هناك بعض المحاولات لاستخراج مؤشرات الببليومترية من قسم الاعترافات (وتسمى أيضًا «اعترافات paratext»)  من الأوراق البحثية من أجل تقييم تأثير الأفراد المعترف بهم، والجهات الراعية، ووكالات التمويل. 